# Premolis
Premolis is een geslacht van vlinders van de familie spinneruilen (Erebidae), uit de onderfamilie Arctiinae.

## Soorten
- P. amaryllis Schaus, 1905
- P. excavata Forbes, 1939
- P. rhyssa Druce, 1906
- P. semirufa Walker, 1856